# Список дипломатических миссий Барбадоса

Список дипломатических миссий Барбадоса — Барбадос обладает наиболее обширной сетью своих дипломатических представительств за рубежом среди восточнокарибских островных государств. Он обладает 13 посольствами в различных странах, при этом руководители этих посольств аккредитованы также и в ряде соседних государств. Посольства Барбадоса в странах-членах Британского содружества, в которое входит также и Барабадос, возглавляют «высшие комиссары» в ранге послов.

## Европа
- Бельгия, Брюссель (посольство)
- Великобритания, Лондон (высший комиссариат)

## Азия
- Китай, Пекин (посольство)

## Америка
- Канада, Оттава (высший комиссариат)
  - Торонто (генеральное консульство)
- Куба, Гавана (посольство)
- США, Вашингтон (посольство)
  - Майями (генеральное консульство)
  - Нью-Йорк (генеральное консульство)
- Бразилия, Бразилиа (посольство)
- Венесуэла, Каракас (посольство)

## Международные организации
- Брюссель (миссия при ЕС)
- Женева (постоянное представительство при учреждениях ООН)
- Нью-Йорк (постоянное представительство при ООН)
- Вашингтон (постоянное представительство при ОАГ)